# The Stone of Madness
The Stone of Madness — тактическая стелс-игра в реальном времени, разработанная испанской студией The Game Kitchen и выпущенная Tripwire Presents 28 января 2025 года на платформах Windows, PlayStation 5, Xbox Series X/S и Nintendo Switch.

## Игровой процесс
Игрок управляет группой из трёх персонажей (из пяти доступных), каждый из которых обладает уникальными способностями и фобиями. Геймплей сочетает элементы стелса, стратегии и головоломок. Необходимо учитывать психическое состояние героев: столкновение с их страхами может привести к срыву и появлению негативных эффектов.
Игра включает две сюжетные кампании. В дневное время игрок исследует монастырь, собирает ресурсы и выполняет задания. Ночью персонажи восстанавливают силы и планируют побег. Временной цикл влияет на поведение охраны и появление сверхъестественных угроз.

## Сюжет
Действие игры разворачивается в Испании XVIII века в монастыре, превращённом в психиатрическую лечебницу и тюрьму инквизиции. Пятеро заключённых, каждый со своими страхами и психическими травмами, объединяются, чтобы сбежать, раскрывая при этом мрачные тайны обители.

## Разработка
Проект разрабатывался студией Teku Studios, но впоследствии был передан The Game Kitchen, известной по игре Blasphemous. Вдохновением для визуального стиля послужили работы Франсиско Гойи. Разработчики использовали ротоскопирование и вручную прорисованные сцены.

## Отзывы критиков
| Сводный рейтинг       | Сводный рейтинг           |
| Агрегатор             | Оценка                    |
| --------------------- | ------------------------- |
| Metacritic            | 75/100 (PC) 75/100 (XBXS) |
| OpenCritic            | 69 %                      |
| «Критиканство»        | 67/100                    |
| Иноязычные издания    |                           |
| Издание               | Оценка                    |
| Eurogamer             | [ 9 ]                     |
| IGN                   | 6/10                      |
| Nintendo Life         | 7/10                      |
| The Games Machine     | 8,1/10                    |
| Slant Magazine        | [ 13 ]                    |
| IGN (Испания)         | 8/10                      |
| Русскоязычные издания |                           |
| Издание               | Оценка                    |
| GameMAG.ru            | 8/10                      |
| StopGame.ru           | «Проходняк»               |

The Stone of Madness получила «в основном положительные отзывы» от критиков, согласно агрегатору рецензий Metacritic. По данным OpenCritic, 69 % рецензентов рекомендовали игру, средняя оценка от критиков составила 72 баллов из 100.
Обозреватель Eurogamer Льюис Гордон похвалил игру за сеттинг, геймплей и фокус на психическом здоровье, однако указал на недостатки в управлении и повествовании.